# Kylie
Kylie è l'album di debutto della cantante pop australiana Kylie Minogue. Pubblicato nel luglio 1988 è stato prodotto da Stock, Aitken & Waterman, e da esso sono stati estratti sei singoli.

## Descrizione
Durante un evento benefico, Kylie, viene chiamata per interpretare la cover del brano The Loco-motion. Alcuni produttori notano il suo talento e la ingaggiano per il suo primo album con la Mushrooms Records. Subito vola a Londra e lavora con il trio SAW, che insieme alla cantante incidono il suo primo album. Il titolo che gli viene dato è semplicemente Kylie. L'album ha un successo inaspettato e strepitoso. È composto per lo più da tracce teen-pop, di facile ascolto. Il primo singolo mondiale è I Should Be So Lucky, una canzone di puro-pop che unita alla voce zuccherosa e giovane di Kylie, diventa una hit mondiale. Inizia così la carriera musicale di Kylie Minogue. Il disco verrà di nuovo stampato in seguito con il nome The Kylie Collection, in cui oltre alle tracce originali sono presenti anche dei remix.

## Tracce
Testi e musiche di Mike Stock, Matt Aitken e Pete Waterman, eccetto dove indicato.
1. I Should Be So Lucky – 3:24
2. Locomotion – 3:14 (Gerry Goffin, Carole King)
3. Je Ne Sais Pas Pourquoi – 3:51
4. It's No Secret – 3:55
5. Got to Be Certain – 3:17
6. Turn It into Love – 3:36
7. I Miss You – 3:15
8. I'll Still Be Loving You – 3:45
9. Look My Way – 3:35
10. Love at First Sight – 3:09

## Formazione
- Kylie Minogue - voce
- Matt Aitken - batteria, chitarra, tastiere
- George De Angelis - tastiere
- Neil Palmer - tastiere
- Mike Stock - tastiere
- Dee Lewis - cori
- Mae McKenna - cori
- Suzanne Rhatigan - cori

## Successo commerciale
È stato sei volte disco di platino in Inghilterra, raggiungendo la numero uno inglese e restandoci per otto settimane di seguito, diventando il disco più venduto nel 1988 in Inghilterra. In Australia raggiunge la numero due mentre in Europa è stabile nella Top10 di quasi tutti i paesi. Ottiene il disco di platino in Svizzera nel 1988 ed un ulteriore disco d'oro dieci anni dopo nel 1998, totalizzando una vendita pari a 75,000 copie. Notevole successo lo riceve anche in America in cui vende più di 500 000 copie, seguito anche dal successo canadese. In Inghilterra diventa l'album più venduto del 1988 e il quinto album più venduto degli anni '80. In tutto il mondo il disco ha venduto oltre 14 milioni di copie.
L'album a fine 2006 ha ottenuto un ulteriore disco di platino, superando i 2 100 000 copie vendute in Inghilterra, ottenendo in tutto 7 dischi di platino. La cantante così detiene ben due album nella Top100 degli album più venduti nella storia inglese: Kylie del 1988 e Fever del 2001 (che raggiunge quasi 1 700 000 copie vendute).

## Classifiche
| Paese (1988)          | Posizione massima |
| --------------------- | ----------------- |
| Australia             | 2                 |
| Austria               | 15                |
| Canada                | 1                 |
| Danimarca             | 5                 |
| Finlandia             | 6                 |
| Giappone              | 1                 |
| Germania              | 8                 |
| Francia               | 10                |
| Spagna                | 10                |
| Italia                | 80                |
| Norvegia              | 4                 |
| Nuova Zelanda         | 1                 |
| Paesi Bassi           | 7                 |
| Singapore             | 1                 |
| Svezia                | 22                |
| Svizzera              | 7                 |
| Official Albums Chart | 1                 |
| U.S. Billboard 200    | 53                |

## Pubblicazioni aggiuntive

### The Videos
La prima pubblicazione video rilasciata da Kylie Minogue, intitolata The Videos, è uscita nel 1988 in Australia per l’etichetta Mushroom Records in VHS. Al suo interno erano inclusi i videoclip di The Loco-Motion e I Should Be So Lucky, oltre a contenuti inediti dal dietro le quinte.

#### Tracce
1. The Loco-Motion (video)
2. I Should Be so Lucky (video)
3. Behind the Scenes

### Kylie: The Videos
Nello stesso anno fu distribuito un secondo VHS dal titolo Kylie: The Videos, disponibile in Giappone, Francia e Regno Unito. Questo includeva un'intervista con la cantante e i video musicali di Got to Be Certain e Je Ne Sais Pas Pourquoi. La VHS Kylie: The Videos è divenuta la più venduta del 1988 nel Regno Unito, con 330.000 copie acquistate entro 42 settimane dalla pubblicazione.

#### Tracce
| No.            | Titolo                                                                                  | Durata |
| -------------- | --------------------------------------------------------------------------------------- | ------ |
| 1.             | "Intro"                                                                                 | 0:57   |
| 2.             | "Locomotion" (Music video)                                                              | 2:58   |
| 3.             | "How Did Your Singing Career Begin?" (Intervista)                                       | 0:21   |
| 4.             | "What Goes Into Making a Video?" (Intervista)                                           | 1:13   |
| 5.             | "How Does Acting In a Drama Series Differ From Performing In a Film Clip?" (Intervista) | 0:44   |
| 6.             | "I Should Be So Lucky" (Music video)                                                    | 3:17   |
| 7.             | "Credits"                                                                               | 0:40   |
| Durata totale: | Durata totale:                                                                          | 10:10  |

### Kylie: The Collection
l 5 dicembre 1988, l’album Kylie Minogue è stato ripubblicato in Australia con il titolo The Kylie Collection in VHS. Questa nuova edizione includeva remix bonus e i videoclip dei singoli estratti.
Ian Gormely, critico di Exclaim!, ha definito la raccolta come un insieme di “video poco memorabili e piuttosto kitsch, che ritraggono la cantante come una teenager dal look impeccabile e innocente”.
| 1. | "I Should Be So Lucky" (Music video)    | 3:35 |
| 2. | "Got to Be Certain" (Music video)       | 3:17 |
| 3. | "The Loco-Motion" (Music video)         | 3:17 |
| 4. | "Je ne sais pas pourquoi" (Music video) | 4:25 |
| 5. | "It's No Secret" (Music video)          | 4:58 |
| 6. | "Made in Heaven" (Music video)          | 3:40 |

### Kylie's Remixes
Sempre nel 1988, in Giappone è uscita anche Kylie's Remixes Volume 1, una raccolta di nove remix di sette brani tratti dal suo album di debutto Kylie. L’album ha raggiunto la tredicesima posizione nella classifica Oricon e, al 2006, aveva venduto 84.000 copie. Nel maggio 1989, ha ottenuto la certificazione d’oro dalla Recording Industry Association of Japan.
La compilation è stata pubblicata successivamente anche in Australia, nel 1993.